# 瑪拉巴石斑魚
瑪拉巴石斑魚，俗名為石斑，為輻鰭魚綱鱸形目鱸亞目鮨科的其中一個種。

## 分布
本魚分布於印度太平洋區的溫暖水域，包括東非、日本、澳洲、東加等海域。

## 深度
水深3至50公尺。

## 特徵
本魚口大；上下頜前端具小犬齒或無，兩側齒細尖，下頜約2-5列，體呈淡褐色，頭、體側及各鰭上均有小於眼徑的黑褐色斑點密佈，前鰓蓋骨後緣具鋸齒，下緣光滑。鰓蓋骨後緣具3扁棘。體側有5條褐色橫紋，第一、二條在背鰭硬棘部，第三、四條在軟條部，第五條則在尾柄部。體被細小櫛鱗；側線鱗孔數54-64枚，縱列鱗數101-117枚。各鰭的鰭條部末緣及尾鰭顏色較深。背鰭硬棘6枚，背鰭軟條14-16枚，臀鰭硬棘3枚，軟條8枚，胸鰭圓形長過於腹鰭，尾鰭圓形。體長可達100公分。

## 生態
棲息在岩礁外緣區域，以魚、蝦、蟹等為食。

## 經濟利用
為美味的食用魚。新鮮者適合紅燒；冷凍退鮮者煮魚湯。為本科中以人工飼養繁殖最成功之魚種，常在市場中看到。